# Sommerxylon
Sommerxylon é um gênero descrito a partir de lenhos silicificados de Gymnospermae que teriam vivido no Triássico Superior. For encontrado Formação Caturrita, na Linha São Luiz no municipio de Faxinal do Soturno. Recebeu este nome em homenagem a Dr. Margot Guerra Sommer.

## Descrição
Medula composta por células de Parênquima e Esclerênquima, xilema primário, xilema secundário com pontos com aureolas que dominam, paredes radiais dos traqueídeos espesas, ausência de canais de resinas e de parênquima axial, indicam a sua vinculação à família Taxaceae.